# Ешлікон
Ешлікон (нім. Eschlikon) — громада  в Швейцарії в кантоні Тургау, округ Мюнхвілен.

## Географія
Громада розташована на відстані близько 130 км на північний схід від Берна, 12 км на південний схід від Фрауенфельда.
Ешлікон має площу 6,2 км², з яких на 21,8% дозволяється будівництво (житлове та будівництво доріг), 58,2% використовуються в сільськогосподарських цілях, 19,5% зайнято лісами, 0,5% не є продуктивними (річки, льодовики або гори).

## Демографія
2019 року в громаді мешкало 4480 осіб (+16,1% порівняно з 2010 роком), іноземців було 14,5%. Густота населення становила 720 осіб/км².
За віковим діапазоном населення розподілялося таким чином: 19,9% — особи молодші 20 років, 62,3% — особи у віці 20—64 років, 17,8% — особи у віці 65 років та старші. Було 1939 помешкань (у середньому 2,3 особи в помешканні).
Із загальної кількості 1684 працюючих 44 було зайнятих в первинному секторі, 793 — в обробній промисловості, 847 — в галузі послуг.